# Vermipsylla quilianensis
Vermipsylla quilianensis är en loppart som beskrevs av Wu Wenching, Tsai Liyuen et Liu Chiying 1980. Vermipsylla quilianensis ingår i släktet Vermipsylla och familjen grävlingloppor. Inga underarter finns listade i Catalogue of Life.